# Flach János
Flach János Árpád (Fegyvernek, 1902. november 9. – Budapest, 1965. július 15.) Ybl Miklós-díjas (1960) magyar belsőépítész.

## Életpályája
Szülei: Flach János és Forner Hermina voltak. Az Iparművészeti Iskola után 1922-ben a Lingel Bútorgyár műszaki rajzolója és tervezője lett. 1948-tól a Középülettervező Iroda műteremvezetőjeként dolgozott.
Ő tervezte meg az Építésügyi Minisztérium és a Belügyminisztérium belső kiképzését és berendezéseit, valamint a miskolci, veszprémi egyetemét és a Vígszínházét.
Sírja Budapesten, az Új köztemetőben található (33/2-1-26/27).

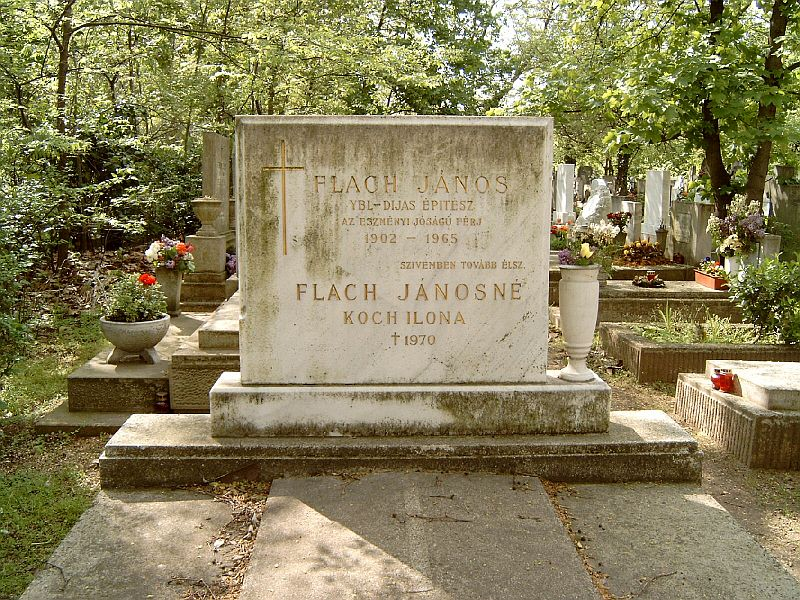
Flach János belsőépítész, sírja Budapesten. Új köztemető: 33/2-1-26/27

## Magánélete
1930-ban házasságot kötött Koch Ilonával.

## Díjai
- Ybl Miklós-díj (1960)